# Thrity Umrigar

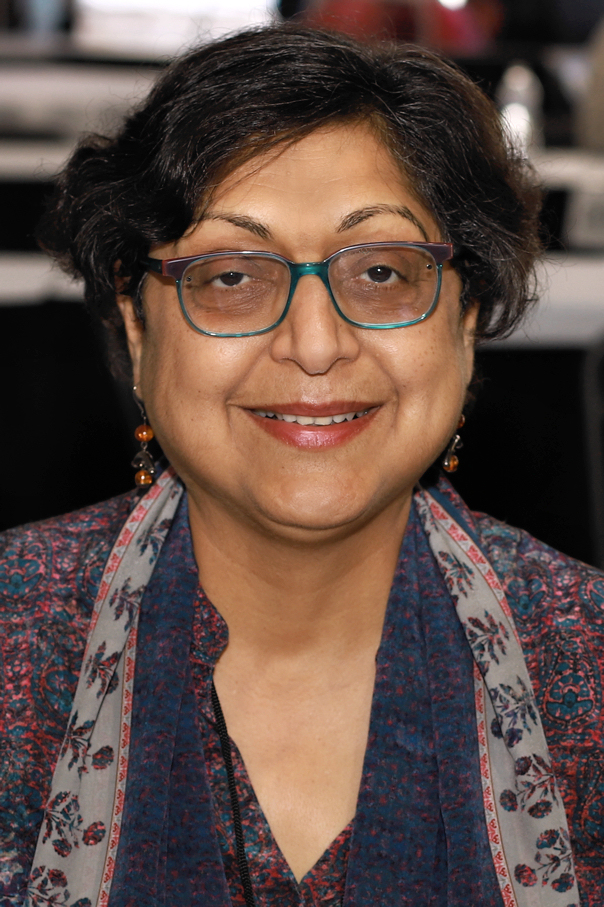
Thrity Umrigar (2022)

Thrity Umrigar (Mumbai, 1961) é uma jornalista, crítica, professora universitária e romancista de origem indiano-americana.

## Biografia
Nasceu na Índia em uma família Parsi, e mudou-se para os Estados Unidos com 21 anos de idade.
Umrigar trabalhou como jornalista por cerca de 20 anos e atualmente dá aulas de literatura e escrita criativa na Case Western Reserve University, em Cleveland. A jornalista também colabora com jornais como o The Washington Post e The Boston.
Thrity Umrigar recebeu um Bacharel em Ciências pela Universidade de Bombaim, um M.A. da Ohio State University e um Ph.D. em inglês da Kent State University.
Ela escreveu para The Washington Post, para o Cleveland Plain Dealer e The Huffington Post, e escreve regularmente para o Boston Globe. 
Umrigar é a professora Armitage e Inglês na Case Western Reserve University, em Cleveland. 
Ela está ativa no circuito nacional de palestras  .

## Livros
A autora já publicou 10 livros, sendo que 8 deles foram traduzidos para o português: 
| Ano  | Título em inglês                                                       | Ano (BR) | Título em português (Brasil)        |
| ---- | ---------------------------------------------------------------------- | -------- | ----------------------------------- |
| 2001 | Bombay Time                                                            | 2008     | Um Lugar Para Todos                 |
| 2004 | First Darling of the Morning: Selected Memories of an Indian Childhood | 2004     | A Primeira Luz da Manhã             |
| 2006 | The Space Between Us                                                   | 2006     | A Distância Entre Nós               |
| 2007 | If Today Be Sweet                                                      | 2007     | A Doçura do Mundo                   |
| 2009 | The Weight of Heaven                                                   | 2017     | O Tamanho do Céu                    |
| 2012 | The World We Found                                                     | 2012     | A Redescoberta do Mundo             |
| 2014 | The Story Hour                                                         | 2014     | A Hora da História                  |
| 2017 | Everybody's Son                                                        | 2017     | O Filho de Todos                    |
| 2017 | When I Carried You In My Belly                                         | 2017     | Quando Você Estava na Minha Barriga |
| 2018 | The Secrets Between Us                                                 | 2018     | O Segredo Entre Nós                 |

## Sinopses

### Um Lugar Para Todos
O livro narra a história de um grupo de moradores de um bairro de classe média, em Bombaim, e o modo como a vida deles é influenciada pelas mudanças que acontecem na cidade com o passar dos anos. Reunidos no casamento de um novo residente, os mais velhos relembram quem foram quando jovens guiados por amores e ideais esquecidos.
Nesse livro, Thrity Umrigar apresenta homens e mulheres que cresceram na antiga comunidade de Wadia Baug.
Assim, conhecemos histórias, como a do homem que teve sua vida afetada pelo alcoolismo;  o advogado bem-sucedido que é exemplo para a vizinhança; a velha fofoqueira do bairro; e um comerciante de meia idade tenta aceitar um casamento ruim. 
O romance surpreende por mostrar pessoas únicas que, ao mesmo tempo, são tão parecidas com cada um de nós.

### A Primeira Luz da Manhã
Aqui a autora indiana volta a retratar a multifacetada Bombaim. Nascida na minoria Parsi em um país onde a maioria hindu, ela frequentou a escola católica. Ali, o híndi é ensinado como se fosse uma língua estrangeira. Thrity relembra sua educação enquanto recria a tristeza que sentia ante a pobreza em sua terra natal.
O lar de Thrity foi fonte de muitas turbulências e recriminações emocionais. Em um texto otimista e repleto de angústia, a autora conta sobre suas relações familiares e relembra a forma como os livros expandiram seus horizontes, dando-lhe força e coragem  para imigrar. 
No entanto, a Índia nunca saiu de sua memória, sendo até hoje uma forte referência em parte significativa de sua obra.

### A Distância Entre Nós
O livro foi publicado no Brasil em 2006 pela editora Nova Fronteira. Em suas 336 páginas, ele retrata um mundo que, embora distante, é muito familiar. 
Narrado por duas mulheres, uma da classe mais pobre e outra de origem abastada, o romance mostra como os laços femininos ultrapassam as barreiras culturais e sociais. 
Na Bombaim, a empregada doméstica Bhima vai diariamente da favela onde mora para a casa de Sera Dubash, onde trabalha há décadas. No apartamento de classe média alta, a patroa viúva de Bhima vive com a filha, Dinah, que está grávida, e com o genro, Viraf. No entanto, enquanto cuida da casa de Sera, uma preocupação toma conta dos pensamentos de Bhima: sua neta, Maya, que também está grávida. No entanto, diferente de Dinah, a neta não é casada e se recusa a dizer quem é o pai da criança.
O livro mostra que, mesmo com a distância causada pela diferença de classes, as duas se aproximam por suas histórias de mulheres oprimidas.

### A Doçura do Mundo
O livro conta a história de Tehmina, uma indiana que fica viúva após 40 anos de casamento e se vê obrigada a rever o rumo de sua vida. Com sensibilidade, a autora cria uma narrativa que fala de luto, família e superação.
Tehmina, que dedicou sua vida à  família, agora precisa escolher: ficar na Índia ou se mudar para os Estados Unidos para viver com o filho Sorab e a esposa dele. 
Sua indecisão, no entanto, afeta seu futuro e também o de seu filho, que tem passado por uma fase profissional difícil.

### O Tamanho do Céu
Quando Frank e Ellie Benton perdem o único filho, a vida perfeita que levavam termina subitamente. Cheia de recordações tristes, o casal não consegue mais viver na casa, que fica em Michigan, e o casamento começa a naufragar.
No entanto, uma proposta de emprego em Girbaug, na Índia, oferece ao casal uma chance de recomeçar. Na nova cidade, Frank cria uma amizade com o filho dos caseiros da casa onde passam a morar. Desesperado por sua perda recente, ele faz de tudo para para se aproximar do garoto por ver nele seu filho perdido.
O romance fala sobre perda, paternidade e diferenças culturais.

### O Filho de Todos
Durante uma onda de calor, um menino foi trancado em um apartamento. Com fome, Anton quebra uma das janelas e foge. A mãe dele, que sofre com os efeitos do vício e após passar por diversas dificuldades, acaba perdendo sua guarda.
Anton é adotado por um juiz, que descende da classe alta. Sem lembrar do passado, o menino passa a viver com a família adotiva e a levar uma vida de regalias.
No entanto, ao crescer e descobrir sua verdadeira origem, ele se vê obrigado a confrontar quem realmente é.

### Quando Você Estava na Minha Barriga
Uma mãe conta para sua filha como ela já era imensamente amada mesmo antes de nascer. 
O livro é a canção da mãe para sua filha ainda em formação, e mostra o aconchego e a magia da época em que ela estava grávida. 

A história é repleta de lirismo e tem ilustrações de Ziyue Chen.